# Heterocentron purpureum
Heterocentron purpureum là một loài thực vật có hoa trong họ Mua. Loài này được S. Winkl. mô tả khoa học đầu tiên năm 1965.